# Cosmoscarta arethusa
Cosmoscarta arethusa är en insektsart som beskrevs av Gustav Breddin 1900. Cosmoscarta arethusa ingår i släktet Cosmoscarta och familjen spottstritar. Inga underarter finns listade i Catalogue of Life.